# Arnara
Arnara – miejscowość i gmina we Włoszech, w regionie Lacjum, w prowincji Frosinone.
Według danych na rok 2004 gminę zamieszkiwały 2453 osoby, 204,4 os./km².